# Pedaliodes monticola
Pedaliodes monticola är en fjärilsart som beskrevs av Günter Theodor Tessmann 1928. Pedaliodes monticola ingår i släktet Pedaliodes och familjen praktfjärilar. Inga underarter finns listade i Catalogue of Life.